# Джабридський емірат
Джабридський емірат (1417 —1524 роки) — держава на Аравійському півострові, яка прийшла на зміну державі Джарванідів.

## Історія
Арабське плем'я бану-джабр з XIII ст. мешкала в регіоні Ель-Хаса. Воно входила до складу племенного союзу бану-халід. З кінця XIV ст. представники племені перебували на службі в династії Джарванідів, яке володіло Бахрейном та Ель-Хасою. 1417 року Заміл ібн Хусейн повалив Джарванідів, захопивши владу й прийнявши титул еміра.
Відбувалося поступово підкорення земель уздовж Перської затоки. Найбільшого піднесення емірат досяг за панування Аджвада ібн Заміла. Джабріди контролювали все аравійське узбережжя Перської затоки, включаючи острови Бахрейн, і регулярно проводили експедиції до центральної Аравії та Оману. Один тогочасний вчений описав Аджвада ібн Заміля як «царя аль-Ахси та Катіфа та лідера народу Неджду».
Після його смерті 1507 року емірат було поділено між його нащадками. Вже його онук Мігрін ібн Заміл стикнувся в протисиоянні з португальцями, що на той час підкорили Ормуз і Оман. У 1521 році у війні за Бахрейн емір загинув. після цього занепад Джабридського емірату прискорився.
1524 року відбувся остаточний розпад на володіння різних племенбану-халід, племен'я бану-мунтафік отримала володіння у північній Ель-Хасі, яке 1552 року було підкорено Османською імперією, що утворило еялет Лахса. Одна гілка Джабридів зберігла низку володінь в західному Омані (сучасні ОАЕ). Деякі вважають, що частина Джабридів пересилилася до Іраку.

## Територія
Емірат охоплював Східну Аравію, і поширилася на південне узбережжя Ірану, контролюючи Ормузьку протоку.